# Fall Guy
Ne doit pas être confondu avec Fall Guys: Ultimate Knockout.
Pour plus de détails, voir Fiche technique et Distribution.
Fall Guy est un film américain réalisé par Reginald Le Borg, sorti en 1947, avec Leo Penn, Robert Armstrong, Teala Loring (en), Elisha Cook Jr., Virginia Dale et Douglas Fowley dans les rôles principaux.

## Synopsis
Ayant oublié les évènements de la nuit passée, Tom Cochrane tente de se disculper d'un meurtre qu'il n'a pas commis…

## Fiche technique
- Titre original : Fall Guy
- Réalisation : Reginald Le Borg
- Scénario : Jerry Warner et John O'Dea d’après la nouvelle Stupéfiant (Cocaïne) de William Irish
- Photographie : Mack Stengler
- Montage : William Austin
- Musique : Edward J. Kay
- Direction artistique : Dave Milton (en)
- Décors : Vin Taylor
- Producteur : Walter Mirisch
- Société de production : Monogram Pictures
- Pays d'origine :  États-Unis
- Langue originale : anglais
- Genre : Film policier, film noir
- Durée : 64 minutes
- Date de sortie :
  - États-Unis : 15 mars 1947

## Distribution
- Leo Penn : Tom Cochrane
- Robert Armstrong : Mac McLaine
- Teala Loring (en) : Lois Walter
- Elisha Cook Jr. : Joe
- Douglas Fowley : inspecteur Shannon
- Charles Arnt : oncle Jim Grossett
- Virginia Dale : Marie
- Iris Adrian : Mrs. Sindell
- Jack Overman : Mike
- John Harmon : Mr. Ed Sindell
- Christian Rub : Swede
- Harry Strang (en) : Taylor
- John Bleifer (en)
- Fred Aldrich (en)
- Brooks Benedict
- William Ruhl
- Bob Carleton (en)
- Milton Parsons
- Brother Theodore

## À noter
- Il s'agit d'une adaptation de la nouvelle Cocaïne de William Irish. Cette histoire a notamment été traduite en France en 1955 dans le recueil L'Œil trouvé sous le titre Stupéfiant dans la collection Un mystère.